# غوردون رافائيل
غوردون رافائيل (بالإنجليزية: Gordon Raphael)‏ هو موسيقي ومهندس الصوت ومنتج أسطوانات وملحن أمريكي، ولد في القرن العشرين في سياتل في الولايات المتحدة.

## وصلات خارجية
- الموقع الرسمي
- غوردون رافائيل على موقع ميوزك برينز (الإنجليزية)
- غوردون رافائيل على موقع ديسكوغز (الإنجليزية)